# Morte della Vergine (Caravaggio)
La Morte della Vergine è un dipinto a olio su tela (369 x 245 cm) realizzato tra il 1604 e il 1606 dal pittore italiano Michelangelo Merisi  detto Caravaggio. 
È conservato nel Musée du Louvre di Parigi.

## Storia
Il dipinto fu commissionato nel 1601 dal giurista Laerzio Cherubini per la propria cappella in Santa Maria della Scala, la chiesa più importante dell'ordine dei Carmelitani Scalzi a Roma. 
Nessun documento ci tramanda il momento in cui l'opera fu portata a compimento e consegnata, ma Caravaggio dovette lavorarci intorno al 1604, il che andava oltre la scadenza del contratto. 
Una volta terminato il dipinto fu però prontamente rifiutato, perché la Madonna non rispettava la sua iconografia classica: era anzi priva di qualsiasi tributo mistico, con la faccia terrea, un braccio abbandonato e il ventre gonfio. 
Addirittura si disse che Caravaggio scelse, come modello per ritrarre la Vergine, una prostituta trovata morta nel Tevere. Molto scandalo, in particolare, fecero i piedi ritratti nudi fino alla caviglia.
Il rifiuto di questo capolavoro e, di lì a poco, l'omicidio di Ranuccio Tomassoni in una rissa, costringeranno Caravaggio a lasciare Roma. Il dipinto del Caravaggio nella chiesa trasteverina fu sostituito dalla ben più canonica tela di analogo tema di Carlo Saraceni, tuttora in loco.
L'opera, commissionata da Laerzio Cherubini e poi rifiutata dai Carmelitani Scalzi, venne acquistata dal Duca di Mantova, su segnalazione di Rubens. 
A causa del dissesto finanziario dei Gonzaga, il dipinto, al pari di gran parte della collezione ducale, fu alienato al re d'Inghilterra Carlo I. Alla morte di quest'ultimo ampia parte della sua raccolta fu venduta, compresa la Morte della Vergine del Merisi, che fu acquistata dal banchiere parigino Everhard Jabach e da questi poi ceduta al re di Francia Luigi XIV. Infine, il quadro venne collocato nel museo del Louvre, sua sede attuale.

## Descrizione e stile
La scena è inserita in un ambiente umile con al centro il corpo morto della Vergine, in primo piano la Maddalena, seduta su una semplice sedia, che piange con la testa tra le mani e tutt'intorno gli Apostoli addolorati; l'intonazione cromatica molto scura è illuminata dal rosso della veste della morta e della tenda, elemento di una scenografia povera. Inoltre, la composizione degli apostoli, allineati davanti al feretro, forma in linea col corpo ed il braccio di Maria, una croce perfetta.
Una interpretazione del dipinto in chiave di adesione pauperistica e borromaica è fornita da Maurizio Calvesi secondo il quale il pittore era vicino a movimenti religiosi come gli Oratoriani e al Cardinale Federico Borromeo, il quale predicava l'assoluta povertà del clero, e viveva egli stesso in una casa molto misera, avente appena una Bibbia e le mobilia necessarie, e a cui rassomiglia molto l'ambientazione del quadro. 
Nettamente contrario è invece Ferdinando Bologna che sostiene come l'opera fosse di committenza privata, non dovuta alla volontà dei religiosi di Santa Maria della Scala e contesta il rapporto che il pittore avrebbe avuto tanto con il Borromeo che con gli Oratoriani.
Le varianti iconografiche al dipinto, secondo l'interpretazione del pittore che si riconosce nelle posizioni sostenute da Calvesi, vennero realizzate tenendo presenti le esigenze devozionali di questi movimenti: la Vergine è ritratta come una giovane, perché rappresenta allegoricamente la Chiesa immortale, mentre il ventre gonfio, rappresenta la grazia divina di cui è "gravida". Da quest'ultimo particolare, ritenuto sconveniente dai più, nacque la leggenda che vuole l'artista essersi ispirato ad una prostituta annegata nel Tevere. Ma oltre alle osservazioni di Giulio Mancini, ribadite nelle lettere al fratello Deifebo, va aggiunto quanto ne dice il Baglione che in merito precisa: "...ma perché aveva fatto con poco decoro la madonna gonfia, e con gambe scoperte, fu levata via...". Sulle supposte varianti iconografiche e le scelte dell'artista si veda il saggio di Pamela Asckew, che segnala come il committente Laerzio Cherurbini fosse in relazione con l'Arciconfraternita di Santa Maria dell'Orazione e morte che si occupava della sepoltura dei morti lasciati insepolti e che Caravaggio poteva essere al corrente di queste pratiche e aver visto cadaveri di donne all'obitorio da ritrarre dal vero come anche doveva aver fatto a Napoli per le Sette Opere di Misericordia. Va anche considerato che in un altro passo della sua opera, Mancini scrive: "alcuni di moderni...per descrivere una Vergine o Nostra Donna vanno retraendo qualche meretrice sozza degli ortacci, come Michelangelo de Caravaggio e fece nel Transito della Scala, che per tal rispetto quei buoni padri non la volsero...". Peter Robb, riprendendo l'osservazione del Baglione, "gonfia" e quella del Mancini che riferisce di una pratica dei pittori e non solo del Caravaggio di ritrarre cortigiane anche per la figura della madonna e sembra informato anche sul luogo di residenza di questa cortigiana, azzarda che piuttosto che morta annegata e dunque gonfia e addirittura suicida quindi colpevole davanti alla Chiesa, due volte, potesse essere semplicemente incinta.

## Iconografia
Nei vangeli canonici non si parla della morte della Vergine, di essa invece vi sono informazioni negli apocrifi del Nuovo Testamento ed in particolare nel Protovangelo di Giacomo.. La Vergine in verità non sarebbe morta ma addormentata in un sonno profondo, una dormitio, un transitus dalla terra al Cielo: giunto il momento, a Gerusalemme dove risiedeva (per altri Efeso), convocò gli apostoli, li salutò e si stese su un letto mentre loro la circondarono per pregare per lei. Dall'alto dei cieli l'anima della madre di Gesù venne tratta in paradiso, mentre il corpo venne in seguito seppellito; ma, sempre secondo gli apocrifi, tratto in Cielo e portato in trionfo in Paradiso al cospetto di Dio e fra una schiera di angeli. Al momento del trapasso Pietro sta seduto accanto al letto dove giace Maria, Giovanni è ai suoi piedi, mentre gli altri sono disposti accanto al letto, Nell'iconografia abbiamo due modalità di raffigurazione, l’Ascensio, in cui la Vergine è portata in trionfo in Paradiso fra schiere di angeli, a volte entro una mandorla, come in molti manoscritti miniati; nell’Evangelario di Carlo Magno è rappresentata nella copertina in avorio; e la Dormitio, di origine orientale, in cui Maria è distesa sul letto circondata dagli apostoli e dalla figura di Cristo che viene a prendere la sua anima e reca in mano l'animula in forma di statuina, come nel mosaico di Pietro Cavallini in Santa Maria in Trastevere. I due tipi interessarono particolarmente, in campo pittorico, la pala d'altare, del primo tipo, ad esempio, è quella del Borgnone del 1522 nella Pinacoteca di Brera o quella di Tiziano ai Frari del 1518; del secondo tipo è la pala di Andrea Mantegna del 1462 oggi al Museo del Prado che un tempo era completata anche da una tavola con l'animula della Vergine che si conserva alla Pinacoteca di Ferrara. La scelta di Caravaggio è per la Dormitio, ma il pittore non segue la tradizione antica come avrebbe potuto vedere in Santa Maria in Trastevere, rappresenta invece una tragica raffigurazione di una umana morte quotidiana rivelata da un'angosciosa luce. Scrive Longhi: ...l'angoscia di questi astanti prende senso e autorità infinita dal chiarore devastante che, irrompendo da sinistra nella cerchia di colori già stranamente fiammanti e pur combattendo con tutte le specie dell'ombra, soste per un attimo sul viso arrovesciato della Madonna morta, sulle calvizie lunate, sui colli pulsanti, sulle mani disfatte degli apostoli; fende di traverso il viso dolente di Giovanni; fa della Maddalena seduta un solo massello luminoso; della sua mano sul ginocchio un grumo solo di luce rappresa. Nessun segno mistico se non un accenno sottile di aureola sopra la testa della Vergine, ma un dolente aspetto funebre: il braccio che è steso sul cuscino toglie ogni dubbio sull'assenza della vita ed evidenzia un chiaro rigor mortis. Il ventre gonfio fa pensare ad un'annegata o, come già sottolineato sopra, ad una gravidanza. La Vergine è disposta su un tavolaccio, più che su un letto, che non riesce a contenerla tutta, ed i piedi e le caviglie nude sporgono drammaticamente rigidi, fuori. "I discepoli - scrive Robb - goffi, impacciati, rallentati e spenti, chiusi nell'immobilità e nel silenzio dai lunghi mantelli che li coprivano come coperte, trasformati in qualcosa di povero, ma oscuramente monumentale come se ad avvolgerli fosse stato Cristo...". Mina Cinotti precisa che il Caravaggio si attenne all'iconografia della dormitio aggiungendo la figura della Maddalena ripresa dall'iconografia del Trecento. Sospesa in alto sopra la testa di apostoli e Vergine è una grande tenda rossa, un espediente di origine teatrale che Caravaggio usa in altri dipinti come Giuditta ed Oloferne, 1599: sugli aspetti teatrali, in particolare del teatro popolare, della rappresentazione sacra, aveva già fatto riferimento nel 1953 Hinks, riportato per quest'opera dal Marini. Lo stesso studioso segnala come il personaggio secondo da sinistra, da confrontare con quello che appare, come primo da sinistra nella prima versione dell'opera di Carlo Saraceni, è possibile evidenziare un possibile riferimento al committente della Cappella, Laerzio Cherubini che, rivolto all'osservatore, ha gli occhiali sul naso. Si tratta dunque di uno dei modelli dell'artista la cui presenza nel dipinto (ma anche in quello del Saraceni), rimanda alla committenza (guarda il fruitore) e alla partecipazione con fede sentita (era molto religioso al punto da avviare al sacerdozio tutti i figli maschi, come rivela Hess), al dramma rappresentato.
Per Gianfranco Sassu la modella utilizzata dal Caravaggio è Anna Bianchini, prostituta trovata morta nel fiume Tevere, annegata o, forse più probabilmente, uccisa. Il ventre rigonfio rivelerebbe una gravidanza in corso, la qual cosa sarebbe stata una sicura diminuzione dei guadagni per un protettore affamato di soldi. Scrive Sassu: 'Non c’era niente di trascendentale nella sua Morte, ma qualcosa di estremamente terreno. Un corpo abbandonato su una branda, qualcuno intorno in lacrime, una stanza spoglia. Quella era l’immagine della morte in tutti i vicoli dimenticati di ogni città del mondo, altro che putti alati e occhi rivolti verso il cielo [...]' e più avanti: 'Anna Bianchini sarebbe tornata per sempre a Santa Maria della Scala, ma non come prostituta da redimere, ma addirittura come la Vergine Maria, davanti alla quale tutti si sarebbero inginocchiati in adorazione'.